# Podvazkový řád

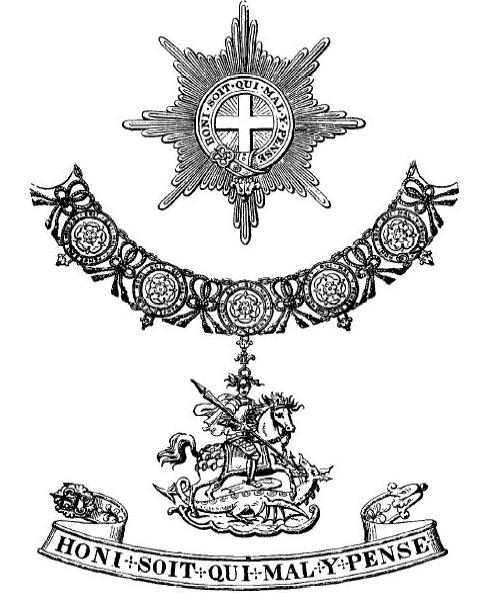
Insignie Podvazkového řádu

Podvazkový řád (anglicky The Most Noble Order of the Garter) je rytířský řád Spojeného království Velké Británie a Severního Irska, založený kolem roku 1348 anglickým králem Eduardem III. Podvazek řádu nosí rytíři pod kolenem levé nohy, dámy pod levým loktem, a členové dostávají navíc vedle šerpy, odznaku a hvězdy i řádový plášť. Řád má své sídlo v kapli sv. Jiří na Windsoru.
Znakem řádu je pásek představující podvazek se zlatým nápisem Honi soit qui mal y pense.

## Dějiny
Král Eduard III. založil řád mezi léty 1348–1350. Anglický antikvář alžbětinské Anglie William Camden (1551–1623) uvádí, že se tak stalo při příležitosti bitvy u Kresčaku.

## Pověst
O původu podvazkového řádu napsal původně italský humanista Polydore Virgile roku 1512 či 1513 anekdotický příběh. Jde zřejmě o vymyšlenou romantickou historku, ale je stále živá a oblíbená legenda o založení řádu. 
Podle ní prý král Eduard III. tančil na bále v Calais získaném po bitvě u Kresčaku se svou sestřenicí Janou z Kentu, hraběnkou ze Salisbury. Při tanci se jí uvolnil podvazek a klesl na zem. Přítomní šlechtici využili situace k zesměšnění hraběnky a propukli ve škodolibý smích. Král se rozhněval, poklekl před hraběnkou, sebral podvazek a v anglonormanském dialektu staré francouzštiny (řeči na dvoře anglických králů od dob Viléma I. až po Richarda II.) údajně zvolal: „Honi soit qui mal y pense!“ („Hanba tomu, kdo ve zlém to myslí!“) V duchu tehdejších rytířských ctností tak zachránil hraběnce čest a dosáhl tak toho, že všichni, kteří se smáli, mohli v budoucnu pokládat za čest, smět podvazkový řád nosit.

## Struktura

Znak podvazkového řádu

Podvazkový řád má jen jednu třídu a skládá se z panovníka a 25 členů – rytířů (do tohoto počtu se nezahrnují princové královské krve a zahraniční monarchové).
Řádový svátek je 23. dubna na den sv. Jiří, v Británii patrona řádu a celého rytířstva. Prelátem řádu je biskup z Winchesteru, kancléřem biskup z Oxfordu a ceremoniářem Garter Principal King of Arms.

## Zajímavosti
Český heraldik Jiří Louda vytvořil během několika desetiletí soubor 1036 grafických listů s erby všech členů řádu od roku 1348 do roku 2011. Soubor vyšel knižně roku 2020 s komentáři v češtině a angličtině; jednu z předmluv napsal Karel III.